# Bonferroni-Ungleichung
Die Bonferroni-Ungleichungen sind Formeln, die zur Abschätzung der Wahrscheinlichkeit des Durchschnitts bzw. der Vereinigung von Ereignissen dienen. 

## Benennung nach Bonferroni
Die Bonferroni-Ungleichungen sind nach Carlo Emilio Bonferroni benannt.
Bonferroni war vermutlich nicht der Urheber dieser Ungleichungen, benutzte sie aber, um einen statistischen Schätzer zu definieren (Bonferroni-Methode). Die Benennung nach ihm ist daher vor allem in statistischen Kreisen beliebt. Aufgrund ihrer Einfachheit sind die Ungleichungen mit großer Wahrscheinlichkeit schon vor ihm bekannt gewesen.

## Erste Ungleichung
Im Folgenden seien {\displaystyle E_{i}} beliebige Ereignisse in einem Wahrscheinlichkeitsraum {\displaystyle (\Omega ,{\mathcal {A}},\mathbb {P} )}. Es bezeichne {\displaystyle \mathbb {P} (E_{i})} die Wahrscheinlichkeit des Ereignisses {\displaystyle E_{i}} und {\displaystyle \bigcup _{i=1}^{n}E_{i}} die Vereinigungsmenge der Ereignisse {\displaystyle E_{1},\dots ,E_{n}}. 
Bekannterweise gilt:
{\displaystyle \mathbb {P} \left(E_{1}\bigcup E_{2}\right)=\mathbb {P} \left(E_{1}\right)+\mathbb {P} \left(E_{2}\right)-\mathbb {P} \left(E_{1}\bigcap E_{2}\right)\leq \mathbb {P} \left(E_{1}\right)+\mathbb {P} \left(E_{2}\right)}
Allgemeiner gilt:
{\displaystyle \mathbb {P} \left(\bigcup _{i=1}^{n}E_{i}\right)\leq \sum _{i=1}^{n}\mathbb {P} \left(E_{i}\right)}.
Es gilt auch allgemeiner:
{\displaystyle \mathbb {P} \left(\bigcup _{i=1}^{\infty }E_{i}\right)\leq \sum _{i=1}^{\infty }\mathbb {P} \left(E_{i}\right)}
Diese Ungleichungen werden auch nach George Boole als Boolesche Ungleichungen bezeichnet.

### Beweis
Setzt man
{\displaystyle A_{i}=E_{i}\setminus \left(\bigcup _{j=1}^{i-1}E_{j}\right),}
dann sind die {\displaystyle A_{i}} paarweise disjunkt und es gilt
{\displaystyle \bigcup _{i}A_{i}=\bigcup _{i}E_{i}.}
Damit folgt
{\displaystyle \mathbb {P} \left(\bigcup _{i}E_{i}\right)=\mathbb {P} \left(\bigcup _{i}A_{i}\right)=\sum _{i}\mathbb {P} (A_{i})\leq \sum _{i}\mathbb {P} (E_{i}).}
Dabei gilt die zweite Gleichheit wegen der σ-Additivität und die Ungleichung wegen {\displaystyle A_{i}\subseteq E_{i}} und der Monotonie des Wahrscheinlichkeitsmaßes.

## Zweite Ungleichung
Im Folgenden seien wieder {\displaystyle E_{i}} beliebige Ereignisse in einem Wahrscheinlichkeitsraum {\displaystyle (\Omega ,{\mathcal {A}},\mathbb {P} )}. Ferner bezeichne {\displaystyle {\overline {E_{i}}}=\Omega \setminus E_{i}} das Komplement von {\displaystyle E_{i}}. Dann folgt:
{\displaystyle \mathbb {P} \left(\bigcap _{i=1}^{n}E_{i}\right)\geq 1-\sum _{i=1}^{n}\mathbb {P} \left({\overline {E_{i}}}\right)=\sum _{i=1}^{n}\mathbb {P} \left(E_{i}\right)-(n-1)}

## Dritte Ungleichung
Mit den beiden obigen Ungleichungen eng verbunden ist die folgende, welche von einigen Autoren auch bonferronische Ungleichung (englisch Bonferroni's Inequality) genannt wird. Sie besagt (unter den genannten Voraussetzungen):
{\displaystyle \mathbb {P} \left(\bigcup _{i=1}^{n}{E_{i}}\right)\geq \sum _{i=1}^{n}\mathbb {P} \left(E_{i}\right)-\sum _{i,j=1,\ldots ,n \atop \;{\text{mit}}\;i<j}\mathbb {P} \left({E_{i}\cap E_{j}}\right)}

## Beispiele
- Es ist {\displaystyle \Omega =\{1,2,3,4,5,6\}} die Menge der Ergebnisse eines einzelnen Würfelwurfs. Bezeichne {\displaystyle E_{1}=\{2,4,6\}} das Ereignis, eine gerade Zahl zu würfeln und {\displaystyle E_{2}=\{5,6\}} das Ereignis, dass die geworfene Zahl mindestens gleich 5 ist. Offensichtlich gilt {\displaystyle \mathbb {P} (E_{1})={\frac {1}{2}}} und {\displaystyle \mathbb {P} (E_{2})={\frac {1}{3}}}. Nach der ersten Bonferroni-Ungleichung gilt für das Ereignis, eine gerade Zahl oder wenigstens eine 5 zu würfeln, also {\displaystyle E=\{2,4,5,6\}},

{\displaystyle \mathbb {P} \left(E_{1}\cup E_{2}\right)\leq \mathbb {P} \left(E_{1}\right)+\mathbb {P} \left(E_{2}\right)={\frac {1}{2}}+{\frac {1}{3}}={\frac {5}{6}}.}
- Sei das Szenario wie im vorausgehenden Beispiel. Nach der zweiten Bonferroni-Ungleichung gilt für das Ereignis, eine gerade Zahl und mindestens eine 5 zu würfeln, also {\displaystyle E_{3}=\{6\}}:

{\displaystyle \mathbb {P} \left(E_{1}\cap E_{2}\right)\geq 1-\mathbb {P} \left({\overline {E_{1}}}\right)-\mathbb {P} \left({\overline {E_{2}}}\right)=1-\left(1-{\frac {1}{2}}\right)-\left(1-{\frac {1}{3}}\right)=-{\frac {1}{6}}}
Das Ergebnis liefert keine brauchbare Aussage, da ohnehin jede Wahrscheinlichkeit größer oder gleich Null ist.
Jedoch folgt für das Ereignis, eine gerade Zahl und weniger als eine 5 zu würfeln, also {\displaystyle E=\{2,4\}},
{\displaystyle \mathbb {P} \left(E_{1}\cap {\overline {E_{2}}}\right)\geq 1-\mathbb {P} \left({\overline {E_{1}}}\right)-\mathbb {P} \left(E_{2}\right)=1-\left(1-{\frac {1}{2}}\right)-\left(1-{\frac {2}{3}}\right)={\frac {1}{6}}.}